# Davanti agli occhi miei
Davanti agli occhi miei è un celebre brano musicale del gruppo rock italiano New Trolls del 1969 pubblicato come singolo, ed inserito nell'album New Trolls del 1970 Cetra, LPX 7. Il brano ha partecipato ad un "Disco per l'estate" del 1969.

## Testo
Il testo narra di una persona che immagina una donna, la quale poi gli appare realmente. Gli autori del brano sono Giorgio D'Adamo, Vittorio De Scalzi e Nico Di Palo.

## Cover
- 1969 - Giorgio e i Monelli (Karabo – KR 1023)
- 1969 - Rudy Rickson (GR - GR 6182)
- 1969 - I Combos - (Combo Record – HP 8038)
- 2001 - Vittorio De Scalzi nell'album La storia dei New Trolls (SAAR Records – MC 22228)